# لورا فاندرفورت
لورا فاندرفورت (بالإنجليزية: Laura Vandervoort)‏ مواليد 22 سبتمبر 1984 في تورونتو، أونتاريو، كندا، هي ممثلة كندية بدأت مسيرتها الفنية عام 1997.

## الأعمال
- هذا معناه حرب
- تيد
- سمولفيل

## وصلات خارجية
- لورا فاندرفورت على موقع IMDb (الإنجليزية)
- لورا فاندرفورت على موقع روتن توميتوز (الإنجليزية)
- لورا فاندرفورت على موقع ألو سيني (الفرنسية)
- لورا فاندرفورت على موقع أول موفي (الإنجليزية)
- لورا فاندرفورت على موقع قاعدة بيانات الأفلام السويدية (السويدية)
- لورا فاندرفورت على موقع إن إن دي بي (الإنجليزية)
- لورا فاندرفورت على موقع قاعدة بيانات الفيلم (الإنجليزية)
- لورا فاندرفورت على موقع كينوبويسك (الروسية)
- الموقع الإلكتروني